# Rehoboth Rurale
Il distretto elettorale di Rehoboth Rurale è un distretto elettorale della Namibia situato nella Regione di Hardap con 7.288 abitanti al censimento del 2011. Il capoluogo è la città di Rehoboth.

## Località
Il distretto comprende le località intorno alla città di Rehoboth tra le quali Klein Aub, Khauxas e Schlip. 